# Poliptyk Zwiastowania z Jednorożcem
Poliptyk Zwiastowania z Jednorożcem – gotyckie retabulum ołtarzowe wykonane przez nieznanych mistrzów około roku 1480 dla wrocławskiego kościoła farnego pw. Świętej Elżbiety. Po 1945 roku retabulum zostało przeniesione do warszawskiego Muzeum Narodowego. Swoją nazwę zawdzięcza rzeźbionej scenie części środkowej ołtarza, gdzie ukazane jest Zwiastowanie w którym przy Marii przedstawiono jednorożca. Cenny przykład gotyckiej rzeźby i malarstwa na Śląsku.

## Wygląd
Poliptyk Zwiastowania z Jednorożcem jest retabulum szafiastym w formie pentaptyku. Składa się predelli, szafy (korpusu) i zwieńczenia oraz z dwóch par ruchomych skrzydeł. Pola skrzydeł zewnętrznych oraz zewnętrzne strony (rewersy) skrzydeł wewnętrznych są malowane, zaś ich wewnętrzne strony (awersy) wykonano w głębokim reliefie. Część środkowa (szafa), predella i zwieńczenie wypełnione są pełnoplastycznymi rzeźbami. Malowane strony każdego ze skrzydeł podzielono na dwie kwatery.
Przy całkowicie zamkniętym retabulum ukazują się cztery malowane epizody z Pasji Chrystusa podporządkowane narracji ewangelicznej: Modlitwa w Ogrójcu, Pojmanie, Ukrzyżowanie i Złożenie do Grobu. Po pierwszym otwarciu ukazują się sceny o tematyce maryjnej zaczerpnięte m.in. z apokryfów (tekstów niekanonicznych ewangelii): Wstąpienie Marii do Świątyni i Zaślubiny z Józefem (lewe skrzydło), Maria jako służebnica w Świątyni Jerozolimskiej i Zesłanie Ducha Świętego (prawe skrzydło). Pośrodku Dzieciństwo Chrystusa (Infantia Christi) i Dwunastoletni Jezus wśród uczonych w Piśmie (po lewej), Obrzezanie Chrystusa i Rzeź niewiniątek (po prawej).
Po całkowitym otwarciu poliptyku (tzw. otwarcie świąteczne) ukazują się kolejne wątki maryjne, ale rzeźbione. Są to Nawiedzenie przez Marię św. Elżbiety, Boże Narodzenie i Pokłon Trzech Króli, Ucieczka Świętej Rodziny do Egiptu, Ofiarowanie Chrystusa i Zaśnięcie Marii. Część środkową tworzy tytułowa scena Zwiastowania Marii. Oprócz Archanioła Gabriela i Matki Boskiej pełnoplastyczne figury świętych Jana Chrzciciela i Jadwigi Śląskiej. Każda z postaci jest umieszczona w osobnej arkadzie zwieńczonej „oślim grzbietem" Ponad świętymi (w mniejszych polach) półpostaciowe wizerunki św. Jana Ewangelisty i diakona (Wincentego?). Uzupełniają je pełnoplastyczne przedstawienia w zwieńczeniu i predelli, widoczne także kiedy retabulum jest zamknięte: nad szafą – Koronacja Marii ujęta półpostaciami świętych Elżbiety Węgierskiej i Wawrzyńca (tutaj ukazany jest jako diakon) oraz grupami figur aniołów. W XIX wieku zwieńczenie zostało wzbogacone o strzeliste wieżyczki i fiale wzorowane na dawnych późnogotyckich retabulach (pierwotne zwieńczenie zaginęło), które ze względu na nieautentyczność zostało po wojnie zdemontowane. W predelli pod arkadkami zamkniętymi „oślim grzbietem" półpostaciowe przedstawienia sześciorga świętych m.in. Jana Chrzciciela, Augustyna i Katarzyny Aleksandryjską. Pozostałe postaci predelli ze względu na brak atrybutów nie zostały zidentyfikowane.

## Analiza

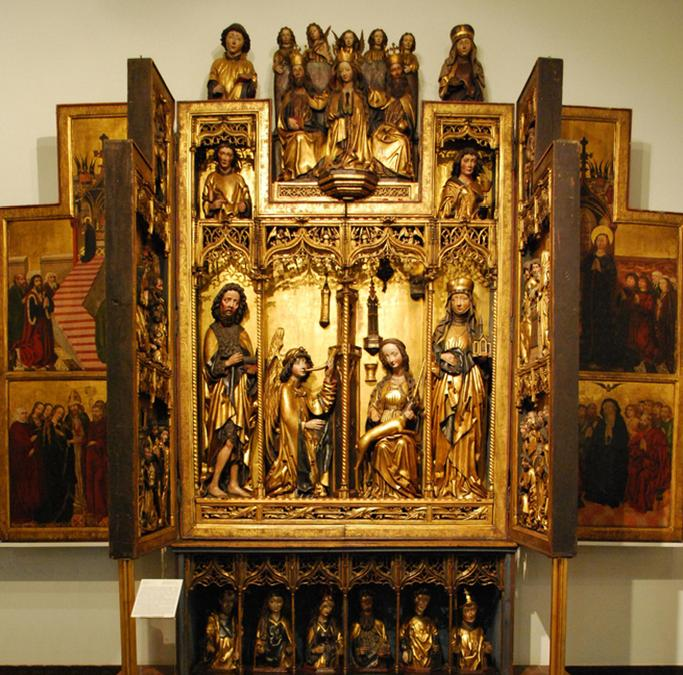
Widok ogólny poliptyku

Główną bohaterką ołtarzowego retabulum jest Najświętsza Maria Panna jako Dziewica, Boska Rodzicielka i Matka oraz pośredniczka wiernych. Wątek dziewictwa Marii zawarty został w głównej scenie ołtarza, Zwiastowania. Dziewictwo Marii symbolizuje tu jednorożec, który kładzie przednie racice na kolanach Matki Boskiej. Naprzeciwko Jej ukazany jest Archanioł Gabriel, który dmie w myśliwski róg, tym samym wątek Zwiastowania został wzbogacony o scenę polowania na jednorożca, które wedle średniowiecznych bestiariuszy było zwierzęciem płochliwym, a co za tym nieuchwytnym, ale z wyjątkiem kobiet, które były dziewicami. W oparciu o tzw. Fizjologa – późnoantyczne bestiarium, jednorożec nabrał nowe znaczenie – symbolizował nieuchwytnego (jedynie poza Marią) Boga Chrystusa. „Myśliwy" archanioł Gabriel upolował zwierzę widząc Marię, tym samym został dokonany akt Wcielenia. Główny wątek maryjny został wzbogacony o kolejne, co poświadczają rozmaite przedmioty ulokowane w obrębie sceny środkowej m.in. brama pomiędzy Archaniołem i Marią, wieżyczka, gorejący krzew z popiersiem Jahwe, studzienka. Motywy te znajdują maryjne znaczenie w niektórych Psalmach, księgach prorockich oraz „Pieśni nad Pieśniami" i Litanii Loretańskiej, której geneza sięga XII wieku.
Marię jako Matkę Boską poświadczają liczne sceny poświęcone macierzyństwu i dzieciństwu Jezusa (w tym po dwie kwatery awersów świątecznego otwarcia). Rzadki typ ikonograficzny (którego interpretacja nie jest w pełni wyjaśniona) reprezentuje malowana scena Dzieciństwa Chrystusa ukazana na rewersie lewego skrzydła wewnętrznego, gdzie Dzieciątko uczy się chodzić używając narzędzia zwanego sustentaculum. Marię jako Współodkupicielkę egzemplifikują malowane sceny pasyjne zamykające poliptyk, w których trzykrotnie ukazana została jako Mater Dolorosa – w scenach Pojmania i Ukrzyżowania oraz Dwunastoletnim Jezusie w świątyni. Marię jako Królową ilustruje ukazana na zwieńczeniu Koronacja. Scena Maria w świątyni Salomona ilustruje Jej kult przez wiernych, z których jeden trzyma sznur korali przypominający różaniec. Z 1481 roku pochodzi pierwsza wzmianka o działającym we Wrocławiu Bractwie Różańcowym. Wątek ten jest łącznikiem między tematyką maryjną i treściami o charakterze eklezjologicznym. Miejscowy Kościół poza kultem Matki Boskiej szerzył kult lokalnych świętych, patronów Wrocławia, staromiejskiej fary co zostało dobitnie zilustrowane w szafie retabulum. Po bokach Zwiastowania znajdują się pełnoplastyczne figury świętych Jana Chrzciciela (patrona katedry i diecezji wrocławskiej oraz miasta Wrocławia) i Jadwigi (patronki Śląska), ponadto na zwieńczeniu pojawia się popiersie matki św. Jadwigi, św. Elżbiety Węgierska, głównej patronki wrocławskiej fary. Obecność św. Wawrzyńca obok św. Elżbiety ma związek z pierwotnym patrocinium – przed wzniesieniem gotyckiej fary w tym miejscu znajdował się dedykowany rzymskiemu męczennikowi romański kościół.
Oprócz bogatych treści Poliptyk Zwiastowania z Jednorożcem charakteryzuje się wysokim poziomem malarskim i rzeźbiarskim. Różnorodność stylistyczną poświadczają poszczególne cykle scen, co daje do myślenia iż poliptyk jest dziełem kilku artystów i ich pomocników. To dzieło, datowane na około 1480 roku, zaliczyć należy do najcenniejszych retabulów ołtarzowych tworzących dawny wystrój głównej wrocławskiej fary, który był wówczas bardzo bogaty. Na początku XVI wieku zanotowano tu 47 gotyckich ołtarzy. Część z nich do dziś ocalało, ale obecnie są muzealiami (głównie w Muzeach Narodowym w Warszawie i Wrocławiu). Są to m.in. Poliptyk Krappów, Poliptyk Dumlosych, Poliptyk Prockendorffów, Ołtarz Ukrzyżowania, Ołtarz Świętej Marii Magdaleny. Ponadto gotycki wystrój tworzyły dzieła dostosowane do poszczególnych sakramentów (m.in. zachowane in situ sakramentarium powstałe w latach 1453–1456, dzieło Josta Tauchena i w zbiorach MNW chrzcielnica z około 1480 roku przypisywana także Tauchenowi), figury kultowe oraz liczne obrazy wotywne (gł. w MNW i MNWr) i kamienne rzeźbione epitafia mieszczańskie (in situ).